# Justin Marie Bomboko
Justin Marie Bomboko, nato Justin-Marie Bomboko Lokumba Is Elenge (Boleke, 22 settembre 1928 – Bruxelles, 10 aprile 2014), è stato un politico della Repubblica Democratica del Congo.
È stato Primo ministro della Repubblica Democratica del Congo dall'ottobre 1960 al febbraio 1961.
Ha ricoperto il ruolo di Ministro degli esteri in tre periodi: 1960-1963, 1965-1969 e nel 1981.